# Melchor Robledo
Melchor Robledo (província de Segòvia, 1510 - Saragossa, 1586) fou un compositor aragonès. Se'n sap molt poc de la vida d'aquest músic aragonès, no obstant el seu excepcional mèrit, que el situen al costat dels grans músics de l'època. Va romandre molts anys a Roma, i a la Biblioteca Pontifícia s'hi conserven algunes misses i motets.
Vers l'any 1560, segons Saldoni, fou nomenat mestre de capella i racioner de la Seu de Saragossa, càrrec que encara desenvolupava el 1569, si s'ha de creure a Eslava.
En la seva mort, el capítol li concedí l'honor sense exemple d'acompanyar-lo fins al cementiri. La seva tomba es troba en la capella de Sant Valero, patró de Saragossa.
Les seves obres s'executaven en nombroses esglésies d'Espanya, i Eslava va reproduir un magnificat en el tom I, 2a sèrie, de la Lira Sacro-Hispana. A més d'una missa; un motet, a la Capella Sixtina, de Roma; a la catedral de Saragossa, a Bolonya, i al Patriarca de València.